# Jesús Antonio Castro Becerra
Jesús Antonio Castro Becerra (* 26. Juni 1908 in Palmira; † 1. April 1991) war ein kolumbianischer römisch-katholischer Geistlicher und Bischof von Palmira.

## Leben
Jesús Antonio Castro Becerra empfing am 23. Dezember 1933 das Sakrament der Priesterweihe.
Am 19. August 1948 ernannte ihn Papst Pius XII. zum Bischof von Barranquilla. Der Erzbischof von Popayán, Diego María Gómez Tamayo, spendete ihm am 31. Oktober desselben Jahres die Bischofsweihe; Mitkonsekratoren waren der Bischof von Cali, Julio Caicedo Téllez SDB, und der Bischof von Pasto, Emilio Botero González.
Papst Pius XII. bestellte ihn am 18. Dezember 1952 zum ersten Bischof von Palmira. Castro Becerra nahm an der ersten, zweiten und vierten Sitzungsperiode des Zweiten Vatikanischen Konzils teil.
Am 20. August 1983 nahm Papst Johannes Paul II. das altersbedingte Rücktrittsgesuch von Jesús Antonio Castro Becerra an.